# Парк Січової Слави
Парк Січово́ї Сла́ви (колишня назва — Парк імені Островського) — парк-пам'ятка садово-паркового мистецтва місцевого значення в Україні. Розташований  в місті Вознесенську Миколаївської області, при вулиці Кибрика. Площа 5 га. Статус присвоєно згідно з рішенням Миколаївської обласної ради від 23 жовтня 1984 року № 448. Перебуває у віданні Вознесенської міської ради.
На території парку розташована пам'ятка архітектури — «Альтанка», побудована 1837 року.

## Пам'ятник Миколі Островському
1966 року у парку був встановлений пам'ятник радянському письменнику Миколі Островському (скульптор Петро Кравченко, архітектор Єгор Кіндяков). Це була поясна скульптура Миколи Островського у формі червоноармійця-будьонівця виконана з гранітної крошки і встановлена на гранітному п'єдесталі. Демонтований 21 червня 2022 року.